# Michael Grabner
Michael René Grabner, född 5 oktober 1987 i Villach, är en österrikisk professionell ishockeyspelare som spelar för Arizona Coyotes i NHL.
Han har tidigare spelat på NHL-nivå för New Jersey Devils, New York Rangers, Toronto Maple Leafs, New York Islanders och Vancouver Canucks och på lägre nivåer för Manitoba Moose i AHL, EC VSV i Österrikiska ishockeyligan och Spokane Chiefs i WHL.
Grabner draftades i första rundan i 2006 års draft av Vancouver Canucks som 14:e spelare totalt.

## NHL
Michael Grabner gjorde sitt första NHL-mål för Vancouver Canucks 21 oktober 2009 mot Chicago Blackhawks. Totalt gjorde Grabner 5 mål och 6 assist för 11 poäng på 20 matcher för Vancouver Canucks 2009-2010.
25 juni 2010 bytte Vancouver bort Grabner till Florida Panthers. Grabner misslyckades med att ta en plats i Florida Panthers lag inför 2010-2011 och placerades av Panthers på den så kallade Waivers-listan, vilket gjorde att andra NHL-lag, i en turlista, hade möjligheten att plocka upp honom. 5 oktober 2010 lade så New York Islanders beslag på Grabner. Grabner började relativt blygsamt i Islanders men exploderade i januari och februari 2011 då han gjorde 16 mål på 15 matcher. Totalt slutade han på 34 mål och 18 assist för 52 poäng på 76 matcher och var en av finalisterna till Calder Memorial Trophy som årets nykomling.
22 februari 2018 blev han tradad till New Jersey Devils i utbyte mot Igor Rykov och ett draftval i andra rundan 2018.
Han skrev som free agent på ett treårskontrakt värt 10,05 miljoner dollar med Arizona Coyotes den 1 juli 2018.

## Spelstil
Michael Grabner är en måltjuv och en av de snabbaste och mest explosiva skridskoåkarna i NHL. 2010–11 fick han också chansen att spela i boxplay i New York Islanders och gjorde 6 mål. Lagkamraten Frans Nielsen var den ende spelaren i NHL som gjorde fler mål i boxplay 2010–11.

## Statistik
| 2003–04          | EC VSV              | Österrike        | 14  | 1   | 1  | 2   | 0  | 4  | 1  | 0 | 1  | 0 |
| 2004–05          | Spokane Chiefs      | WHL              | 58  | 13  | 11 | 24  | 18 | —  | —  | — | —  | — |
| 2005–06          | Spokane Chiefs      | WHL              | 67  | 36  | 14 | 50  | 28 | —  | —  | — | —  | — |
| 2006–07          | Spokane Chiefs      | WHL              | 55  | 39  | 16 | 55  | 34 | 6  | 0  | 1 | 1  | 2 |
|                  | Manitoba Moose      | AHL              | 2   | 1   | 1  | 2   | 0  | 6  | 0  | 0 | 0  | 0 |
| 2007–08          | Manitoba Moose      | AHL              | 74  | 22  | 22 | 44  | 8  | 6  | 3  | 0 | 3  | 2 |
| 2008–09          | Manitoba Moose      | AHL              | 66  | 30  | 18 | 48  | 20 | 20 | 10 | 7 | 17 | 2 |
| 2009–10          | Vancouver Canucks   | NHL              | 20  | 5   | 6  | 11  | 8  | 9  | 1  | 0 | 1  | 0 |
|                  | Manitoba Moose      | AHL              | 38  | 15  | 11 | 26  | 6  | —  | —  | — | —  | — |
| 2010–11          | New York Islanders  | NHL              | 76  | 34  | 18 | 52  | 10 | —  | —  | — | —  | — |
| 2011–12          | New York Islanders  | NHL              | 78  | 20  | 12 | 32  | 12 | —  | —  | — | —  | — |
| 2012–13          | New York Islanders  | NHL              | 45  | 16  | 5  | 21  | 12 | 6  | 1  | 3 | 4  | 0 |
|                  | EC VSV              | Österrike        | 17  | 10  | 9  | 19  | 2  | —  | —  | — | —  | — |
| 2013–14          | New York Islanders  | NHL              | 64  | 12  | 14 | 26  | 12 | —  | —  | — | —  | — |
| 2014–15          | New York Islanders  | NHL              | 34  | 8   | 5  | 13  | 4  | 2  | 0  | 1 | 1  | 2 |
| 2015–16          | Toronto Maple Leafs | NHL              | 80  | 9   | 9  | 18  | 12 | —  | —  | — | —  | — |
| 2016–17          | New York Rangers    | NHL              | 76  | 27  | 13 | 40  | 10 | 12 | 4  | 2 | 6  | 0 |
| 2017–18          | New York Rangers    | NHL              | 59  | 25  | 6  | 31  | 12 | —  | —  | — | —  | — |
|                  | New Jersey Devils   | NHL              | 21  | 2   | 3  | 5   | 4  | 2  | 0  | 0 | 0  | 0 |
| 2018–19          | Arizona Coyotes     | NHL              | —   | —   | —  | —   | —  | —  | —  | — | —  | — |
| NHL totalt       | NHL totalt          | NHL totalt       | 553 | 158 | 91 | 249 | 96 | 31 | 6  | 6 | 12 | 2 |
| AHL totalt       | AHL totalt          | AHL totalt       | 180 | 68  | 52 | 120 | 34 | 32 | 13 | 7 | 20 | 4 |
| Österrike totalt | Österrike totalt    | Österrike totalt | 31  | 11  | 10 | 21  | 2  | 4  | 1  | 0 | 1  | 0 |
| WHL totalt       | WHL totalt          | WHL totalt       | 180 | 88  | 41 | 129 | 80 | 6  | 0  | 1 | 1  | 2 |